# 田島昭宇
田島 昭宇（たじま しょうう、男性、1966年〈昭和41年〉2月7日 - ）は、日本の漫画家、イラストレーター。埼玉県出身。
代表作は『魍魎戦記MADARAシリーズ』や『多重人格探偵サイコシリーズ』（ともに原作は大塚英志）。キャラクターデザインに『キル・ビル』『お伽草子』、『怪童丸』などを手がける。

## 略歴
名前の由来は「昭和は宇宙の時代だ」という父親の考えによるもの。幼少期は「しょぼん」と呼ばれていた。
本郷高校デザイン科卒業後、デザイン専門学校に入学するも中退。漫画家を目指し出版社などに持込をしていると、当時徳間書店にいた大塚英志と出会い、1985年に『アワ・タイム』（プチ・アップルパイ）でデビュー。その後、藤原カムイ、白倉由美、高橋葉介のアシスタントを務める。
そして、原作・大塚英志と組んで「魍魎戦記MADARA」の作画担当となる。当初は小学生から「僕の方が上手い」などと的確なファンレターが届いたが、それが後に彼の画力を劇的に向上させるきっかけとなった。
また、FC版「魍魎戦記MADARA」の雑誌広告においてはマダラのコスプレをする事になる。
「BROTHERS」においては自分でストーリーテリングも担当した。
細い線でリアルに描かれた人物や明暗のコントラストのはっきりした絵と、映画的な画面構成が作品の特徴。また、登場人物の服装や髪型のデザインセンスも評価が高く、ゲームのキャラクターデザインなども行っている。登場人物の服装はケルトアンドコブラなど、実在するブランドが多い。
浅田弘幸、小畑健の3人で「水瓶3」を結成（由来：3人が水瓶座である事から）。ロックミュージックファンで知られているが、洋楽はあまり聴かない。邦楽ではブランキージェットシティがお気に入りで、メンバーの照井利幸とは交友がある。
2016年7月8日より8月3日にかけて「多重人格探偵サイコ」の連載完結と田島の画業30周年を記念して「多重人格探偵サイコ完結記念&画業30周年記念 田島昭宇原画展『HUMAN 1/2 BABY DAYS』(読みはヒューマン ハーフ ベイビー デイズ)」(発表当初の企画名は「多重人格探偵サイコ完結記念&画業30周年記念 田島昭宇原画展『HUMAN GUS DAYS』」だったが後に現企画名へ変更された。)が東京・space caimanにて開催された。
2017年12月から2018年8月にかけて「魍魎戦記MADARA」の連載30周年を記念して、KADOKAWAより限定愛蔵版『MADARA ARCHIVES』が全5巻で発売された。(5巻は当初2018年5月2日発売予定だったが後に諸般の事情により発売日が8月4日へと変更された。) また、これに併せる形で「魍魎戦記MADARA」連載30周年と「MADARA ARCHIVES」発売開始を記念して「MADARA30周年記念 田島昭宇原画展『GOD TIME FANTASTIC WORLD』」が、11月11日から12月10日まで東京・space caimanにて開催された。
2021年4月にはデビュー35周年を記念して、1990年代から2000年代にかけて描かれた単行本未収録の短編が収録された『田島昭宇画業35周年作品集「Baby Baby」』を発売。その刊行を記念して、同年7月27日から8月8日まで「田島昭宇画業35周年記念展 ＜Side: A＞『Baby Baby』」、同年11月30日から12月12日まで「田島昭宇画業35周年記念展 ＜Side: B＞『冬暮れの金星』」と題した原画展が東京・ヴァニラ画廊にて開催された。

## 作品リスト

### 漫画
- 魍魎戦記MADARAシリーズ
  - 魍魎戦記MADARA 全5巻（原作：大塚英志)
  - 魍魎戦記MADARA摩陀羅弐 全3巻（原作：大塚英志）
  - 魍魎戦記MADARA赤 全3巻（原作：大塚英志）
  - MADARA転生編 全1巻 (原作：大塚英志)
- 多重人格探偵サイコ 全24巻（原作：大塚英志）
- BROTHERS
- Baby Baby（田島昭宇画業35周年作品集）
  - BABY LOST（Baby Baby副読本）

### 未収録作品
下記のほとんどの作品が単行本未収録であったが2021年に発売された田島昭宇画業35周年作品集『Baby Baby』にて単行本初収録された。
- アワ・タイム
- スクール・オブ・ザ・リビングデッド
- スーパー・チャイニーズ
- 場所
- とどめをハデにくれ!
- Baby Baby（『Comic新現実』Vol.6収録）
- 7月4日ハレ。（「FLAT」収録）
- SUZUGAMORI（田島昭宇vs浅田弘幸 収録）
- Lust For Life（「Adidas MANGA FEVER」収録、「田島昭宇×浅田弘幸×小畑健」名義）
- MADE IN HEAVEN（「ネオデビルマン3」収録）
- プラネタリウムの天使（「robot1」収録）

### 画集
- マダラ・カラーズ
- ガレリアンズ・ア・ヘッド
- SHO-U
- M-FILE
- ゴリラキック
- BABY★STARDUST
- 光速ガールズ
- BABY★STARDUST+
- SHO-U TAJIMA(st)
- GALERIANS A HEAD―田島昭宇ガレリアンズ画集
- ロザリオイエティ
- LOVE GOD MURDER
- 冬暮れの金星(田島昭宇画業35周年記念画集)
- 夢限パヤパヤ(田島昭宇 装画集)

### キャラクターデザイン
- ガレリアンズ
- ガレリアンズ:アッシュ
- 怪童丸
- お伽草子（原案）
- キル・ビル Vol.1（アニメパート）
- 漫画版 XX（エクスクロス）（原作：上甲宣之、作画・製作協力：Production I.G）（キャラクター原案）
- K-20 怪人二十面相・伝（コスチュームデザイン）
- Fate/Grand Order（一部キャラクターデザイン）

### イラスト
- 果ての塔の物語（作：森山櫂、ウィングス･ノヴェルス）
- トップラン（作：清涼院流水、幻冬舎文庫）
- 帝都物語（作：荒俣宏、角川文庫）
- 修羅雪姫
- 東京ゲンジ物語（作：天樹征丸、講談社）
- サウンドトラック（作：古川日出男、集英社文庫）
- 雑誌「九龍」（河出書房新社）
- 陰陽ノ京（作：渡瀬草一郎、電撃文庫、但し第一巻のみ）
- コスプレ幽霊 紅蓮女（作：上甲宣之、宝島文庫）
- Fragile－こわれもの（作：石崎洋司、長埼夏実、令丈ヒロ子、花形みつる、ピュアフル文庫）
- Helpless（作：青山真治、角川文庫）
- 江戸川乱歩ベストセレクション（作：江戸川乱歩、角川ホラー文庫）
- 創竜伝（作：田中芳樹、YA!ENTERTAINMENT）
- 山田風太郎ベストコレクション（作：山田風太郎、角川文庫）
- ハンターダーク（作：秋田禎信、TOブックス）
- 忍びの森（作：武内涼、角川ホラー文庫）
- 山田風太郎全仕事（編：角川文庫編集部、角川文庫）
- 小説ファイナルファンタジーVII外伝 タークス〜ザ・キッズ・アー・オールライト〜（作：野島一成、スクウェア・エニックス）
- ストレイヤーズ・クロニクル（作：本多孝好、集英社）
- 悪人の名言（作：悪人の名言研究会、TOブックス）
- 殺人遺伝子ギルティ（作：ソフィー・ジョーダン、ハーパーBOOKS）
- 懺・さよなら絶望先生（第12話エンドカード）
- ブラッドラッド（第5話エンドカード）
- 邪神退治24時 クトゥルフ・ブラッド伝（作：毒島伊豆守、協力：アークライト、エンターブレイン）

## 脚註
1. ↑  “田島昭宇 - GAIN”.   gain-tokyo.com. 2025年8月16日閲覧。
2. 1 2 3 4  電撃摩陀羅海賊本(1)(メディアワークス)の著者紹介の田島昭宇のプロフィールより
3. ↑  『MADARA四神篇』の大塚英志による解説より。
4. ↑  “田島昭宇原画展 HUMAN 1/2 BABY DAYS”. wanimagazine (wanimagazine)
5. ↑  “魍魎戦記MADARA”. KADOKAWA (KADOKAWA)
6. ↑  “MADARA30周年記念 田島昭宇原画展”. space caiman (space caiman)
7. ↑  “田島昭宇デビュー35周年で単行本未収録を集めた短編集、描き下ろしの新作も”. コミックナタリー (ナターシャ). (2021年4月28日) 2021年4月28日閲覧。
8. ↑  “田島昭宇の画業35周年作品集「Baby Baby」の原画展示イベント、サイン会も”. コミックナタリー (ナターシャ). (2021年7月12日) 2021年7月13日閲覧。
9. ↑  “田島昭宇画業35周年記念展 ＜Side: B＞”. ヴァニラ画廊 (ヴァニラ画廊)